# 朴尚淵
朴尚淵（韓語：박상연，1972年6月13日—），大韓民國電視及電影編劇、小說家。

## 電視劇作品

### 劇本
- 2007年：MBC《H.I.T》
- 2009年：MBC《善德女王》
- 2011年：SBS《樹大根深》
- 2015年：SBS《六龍飛天》
- 2019年：tvN《阿斯達年代記》

### Creator
- 2008年：KBS《最強七迂》
- 2011年：MBC《Royal Family》
- 2012年：SBS《清潭洞愛麗絲》（第4集客串）
- 2017年：tvN《Circle：相連的兩個世界》

## 電影作品
- 2000年：《共同警備區域JSA》（原著）
- 2007年：《華麗的休假》（原著）
- 2011年：《高地戰》（劇本）

## 書籍
- 1997年：小說《DMZ》

## 獲獎
- 2009年：MBC演技大賞－TV部門 作家賞（善德女王）
- 2010年：韓國PD大賞－製作部門 電視作家賞（善德女王）
- 2010年：第5屆首爾國際電視節－韓流特別賞 作家賞（善德女王）
- 2011年：第31屆韓國電影評論家協會賞－劇本賞（高地戰）
- 2012年：第48屆百想藝術大賞－TV部門 劇本賞（樹大根深）

## 外部連結
- NAVER （页面存档备份，存于）